# Église Saint-Martin de Châtillon-sur-Cluses
Pour les articles homonymes, voir Église Saint-Martin.
L’église Saint-Martin de Châtillon-sur-Cluses est une église catholique française, située sur la commune de Châtillon-sur-Cluses dans le département de la Haute-Savoie.

## Historique
L'église primitive fut construite au XIIe siècle, elle fut appelée la « chapelle de Béatrice de Faucigny, « La grande Dauphine » ».
Durant l'invasion bernoise, le château de la commune est détruit en 1589, sa chapelle castrale devient une église et sera agrandie en utilisant les pierres du bâtiment démoli.
À la fin du XXe siècle, l’état de l’église Saint-Martin se dégrade de plus en plus. En 2016, elle bénéficie d'une campagne de restauration globale importante, pendant laquelle des fresques datant des XIIe et XIVe siècles ont été découvertes  .